# Leiothrix barreirensis
Leiothrix barreirensis är en gräsväxtart som beskrevs av Silveira. Leiothrix barreirensis ingår i släktet Leiothrix och familjen Eriocaulaceae. Inga underarter finns listade i Catalogue of Life.